# فينس بيتراسو
فينس بيتراسو هو لاعب كرة قدم كندي في مركز الوسط، ولد في 11 أبريل 1987 في تورونتو في كندا. شارك مع منتخب كندا لكرة القدم. أما مع النوادي، فقد لعب مع نادي بان.